# The Wild Blue Yonder
The Wild Blue Yonder (englisch für das Erleben des Fliegens, wörtlich: Das wilde blaue Drüben) ist ein am 18. November 2005 veröffentlichter Science-Fiction-Film von Werner Herzog. Bei den Internationalen Filmfestspielen von Venedig erhielt der Film den FIPRESCI-Preis, auf dem Sitges Festival Internacional de Cinema de Catalunya wurde dem Film besondere Erwähnung (special mention) der Carnet Jove Jury für das überragende Spiel von Brad Dourif zuteil.
Der Film lässt einen Außerirdischen von den Versuchen der Bevölkerung seines Heimatplaneten berichten, die Erde zu kolonialisieren und von den Versuchen der Menschheit, einen anderen Planeten zu besiedeln, nachdem auf der Erde eine Seuche ausgebrochen ist.
Das Science-Fiction-Fantasy-Essay wurde größtenteils aus Found Footage montiert und nutzt dazu unveröffentlichtes Material STS-34 der Raumfähre Atlantis aus einer NASA-Missions-Dokumentation, Unterwasseraufnahmen aus der Antarktis von Henry Kaiser sowie Interviews mit Wissenschaftlern über Reisen im Weltraum, die vom Schauspieler Brad Dourif kommentiert und in neuem Kontext neu verortet werden. Die Geschichte entwickelt sich dabei in gegenläufigen Erzählsträngen.
Die 13 Filmbeiträge aus verschiedenen Ländern wurden im Rahmen des Festivals "Über Morgen" präsentiert, welches von November 2007 bis Juni 2008 durch rund 100 deutsche Städte tourte.

## Handlung
Ein Außerirdischer berichtet von den Siedlungsplänen seines Volkes vom Planeten Wild Blue Yonder in der Andromeda-Galaxie und erzählt die Geschichte zweier intergalaktischer Siedlungsprojekte. Die Bewohner des Planeten Wild Blue Yonder versuchten schon vor Jahrzehnten auf der Erde zu siedeln, weil ihr Heimatplanet immer lebensfeindlicher wurde und zunehmend überschwemmt wurde. Während der langen Reise zur Erde ging jedoch viel Wissen verloren, die technischen Meisterleistungen, die zur Konstruktion des Raumschiffs erforderlich waren, können nicht mehr wiederholt werden. In der Kalifornischen Wüste angekommen, versuchen die Außerirdischen, einen Gegenentwurf zur amerikanischen Hauptstadt Washington zu gestalten und eine Stadt zu gründen, scheitern aber mit diesem Projekt. Die Stadt wird aufgegeben.
Der Außerirdische versucht sich auf der Erde zu integrieren und arbeitet beim CIA, wo er als Beobachter bei der Wiederaufnahme der Untersuchungen des UFO-Absturzes bei Roswell beteiligt ist. Bei dem UFO handelt es sich um ein Raumschiff der Außerirdischen aus der Andromeda-Galaxie und es enthält außerirdische Organismen, von denen fälschlicherweise angenommen wird, dass diese das gesamte Leben auf der Erde gefährden. Die NASA sendet daher eine Mission zu fremden Galaxien aus, um Lebensraum für die Menschheit zu finden. Es gelingt durch Ausnutzen von Raumtunneln, die auf der Stringtheorie basieren, einen Planeten in der Andromeda-Galaxie zu erreichen, gerade den Heimatplaneten des Außerirdischen. Der Planet ist schon seit langer Zeit vollständig von Wasser bedeckt und unbewohnbar. Als die Mission nach 820 Jahren zurückkehrt, stellt sich heraus, dass auch die Erde unbewohnbar geworden ist.

## Kritik
Der Konsens der Kritiker wird auf Rotten Tomatoes wie folgt wiedergegeben: „The Wild Blue Yonder ist eine faszinierende Mischung aus niedrigem Budget und hohem Konzept und bringt Werner Herzogs unverwechselbare Sensibilität auf unterhaltsame Weise in das Science-Fiction-Umfeld ein. („An intriguing blend of low budget and high concept, The Wild Blue Yonder brings Werner Herzog's distinctive sensibilities entertainingly to bear on the sci-fi milieu.“)“ (Rotten Tomatoes)
Der Filmdienst schreibt im Lexikon des internationalen Films: „Ein mit betörender Musik unterlegter Film über die Schönheit der Natur, eine Liebeserklärung an die Erde und zugleich ein augenzwinkernder Nachruf auf die Menschheit.“